# Хаджеты, Таймураз Григорьевич
Таймура́з Хадже́ты (Джусо́ев Таймура́з Григо́рьевич, 1 марта 1945—1996) — осетинский поэт и переводчик. Младший брат писателя и литературоведа Нафи Джусойты.

## Биография
Родился 1 марта 1945 г. в селе Ногкау Южной Осетии.
В 1964 г. окончил среднюю школу в г. Цхинвал и был призван на действительную службу в Советскую Армию, служил в пограничных частях в г. Батуми.
В 1968 г. Хаджеты поступил в Литературный институт им. А. М. Горького.
С 1985 г. поэт работал руководителем литературного объединения молодых авторов при Северо-Осетинском обкоме ВЛКСМ.
Член Союза писателей СССР с 1979 года.
Стихи Хаджеты печатались в местной и центральной периодической печати с 1968 года.
Скончался поэт в 1996 году.

## Творчество
Т. Хаджеты писал стихи о жизни и созидательном труде своего современника, о патриотизме советских людей, о дружбе народов нашей страны. Поэт обращается и к истории своего народа, к событиям Великой Отечественной войны; стихи-раздумья о мире на земле, об извечном противоборстве добра и зла — наиболее характерные черты поэзии Т. Хаджеты.
Пейзажные стихи поэта отличает яркость образного ряда, соотнесённость природы с жизнью и судьбой человека.
Т. Хаджеты переводил на осетинский произведения мировой и русской классики.

## Книги
- Фараст барæджы (Девять всадников). Æмдзæвгæтæ. Цхинвали, 1973;
- Хъысмæт æмæ зарæг (Судьба и песня).
- Æмдзæвгæтæ. Цхинвали, 1977;
- Æхсондуры хъæлæс (Искры кремня). Æмдзæвгæтæ. Цхинвали, 1980;
- Зæйраскъуыды уынæр (Сорвавшейся лавины гул). Æмдзæвгæтæ. Цхинвал, 1983;
- Фæндæгты фарн (Счастье дорог). Æмдзæвгæтæ. Орджоникидзе, 1987;
- Голос ветра. (Перевод на русский язык). Стихи. М., «Современник», 1987.
- Фæсизæр. Дзæуджыхъæу (Владикавказ)., «Ир», 1995.
- Арты уидæгтæ (Корни огня). — Дзæуджыхъæу (Владикавказ)., Ир, 2003.
- Уацмыстæ (Произведения). — Дзæуджыхъæу (Владикавказ)., Ир, 2010.

## Издания
- Книга «Корни огня» (на осет. языке)  (Дата обращения: 17 марта 2009)
- Стихи Хаджеты в переводе Ю.Кузнецова  (Дата обращения: 17 марта 2009)